# NO RAIN, NO RAINBOW (アルバム)
『NO RAIN, NO RAINBOW』（ノーレイン、ノーレインボウ）は、岡村孝子通算17枚目のスタジオ・アルバム。2013年3月27日発売。発売元はヤマハミュージックコミュニケーションズ。
規格品番はYCCW-10198。

## 解説
ヤマハミュージックコミュニケーションズ移籍第一弾アルバム『勇気』（2011年9月7日発売：YCCW-10158）から1年半ぶりに発表された。アルバムの制作については、前年の2012年に開催されたコンサートMCにおいて公言されており、「スタッフからの勧めがあり、作ることにした」との旨を語っている。歌詞ブックレットでは『勇気』同様、歌詞頭に「1」「2」と番号が付けられた。
2012年のクリスマス・シーズンに開催され、後にWOWOWにてテレビ放送されたコンサート「Christmas Picnic」で先行披露されたアルバムタイトル曲「NO RAIN, NO RAINBOW」が初CD-DA化された他、過去発表した楽曲のリテイクを含んでいる。
その1曲である「青い風 2013」は、1989年発表のアルバム『Eau Du Ciel (天の水)』（1989年6月24日発売：OOFD-7108）からリカットされた楽曲。もう1曲の「時間の砂」は、あみんの再結成以来2枚目となったスタジオ・アルバム『未来へのたすき』（2008年10月22日発売：BVCR-11124）収録曲の岡村ソロ・バージョン。
「大切な人」がテレビ東京系テレビ番組『ザ・ミュージック 〜その調べは神様からのギフト〜』2013年4月度エンディング・テーマ曲、「あなたにめぐりあう旅」が朝日放送系テレビ番組『朝だ!生です旅サラダ』2013年4月〜6月エンディング・テーマ曲に起用された。「NO RAIN, NO RAINBOW」はライブ映像によるミュージック・ビデオが制作された。「大切な人」も制作された。
前述のクリスマス・コンサートを映像化した『ENCORE VII OKAMURA TAKAKO PREMIUM LIVE 2012 CHRISTMAS PICNIC』（YCBW-10035）が同時発売された。アルバムと映像作品の同時発売は、岡村のソロ活動においては2005年以来である。発売当時には、ダブル購入者に向けた抽選の購入特典があった。

## 収録曲
全作詞・作曲: 岡村孝子
編曲: 萩田光雄（except M-7）、海老原真二（M-7・9）、田代修二（M-9）
1. あなたにめぐりあう旅（5分26秒）
2. ありがとう（4分42秒）
3. 大切な人（5分03秒）
4. NO RAIN, NO RAINBOW（4分35秒）
5. 運命なら…（4分11秒）
6. 時間の砂 2013（4分59秒）
7. あしたの歌（5分05秒）
8. ゴール（4分59秒）
9. 青い風 2013（4分12秒）
10. ふるさとにて（4分44秒）